# Dagshai
Dagshai é uma cidade no distrito de Solan, no estado indiano de Himachal Pradexe.

## Geografia
Dagshai está localizada a 30° 53′ N, 77° 03′ L. Tem uma altitude média de 1734 metros (5688 pés).

## Demografia
Segundo o censo de 2001, Dagshai tinha uma população de 2751 habitantes. Os indivíduos do sexo masculino constituem 62% da população e os do sexo feminino 38%. Dagshai tem uma taxa de literacia de 82%, superior à média nacional de 59,5%: a literacia no sexo masculino é de 88% e no sexo feminino é de 73%. Em Dagshai, 11% da população está abaixo dos 6 anos de idade.